# Фудбалска репрезентација Таџикистана
Фудбалска репрезентација Таџикистана (таџ. Тими миллии футболи Тоҷикистон) представља Таџикистан у међународним фудбалским такмичењима и под контролом је Фудбалског савеза Таџикистана.

## Успеси

### Светско првенство
- 1930—1990: Део  Совјетски Савез
- 1994—2022: Није се квалификовала

### АФК азијски куп
- 1956—1988: Део  Совјетски Савез
- 1992—2019: Није се квалификовала
- 2023: 8. место